# Oxypetalum barberoanum
Oxypetalum barberoanum är en oleanderväxtart som beskrevs av T. Meyer. Oxypetalum barberoanum ingår i släktet Oxypetalum och familjen oleanderväxter. Inga underarter finns listade i Catalogue of Life.